# Chris Dibble
Christopher Dibble (sinh ngày 10 tháng 10 năm 1960) là một cựu cầu thủ bóng đá người Anh thi đấu ở vị trí tiền vệ tại Football League.